# کورس‌ایر اینترنشنال
کورس‌ایر اینترنشنال (به انگلیسی: Corsair International) یک شرکت هواپیمایی با کد یاتا SS است که در تاریخ ۱۷ مه ۱۹۸۱ میلادی تأسیس شده است. دفتر مرکزی کورس‌ایر اینترنشنال در پاریس، فرانسه واقع شده‌است و قطب این شرکت هواپیمایی در فرودگاه اورلی قرار دارد و به ۹ مقصد، پرواز انجام می‌دهد.